# Sulz im Weinviertel
Sulz im Weinviertel là một thị trấn ở huyện Gänserndorf thuộc bang Niederösterreich nước Áo. Đô thị Sulz im Weinviertel có diện tích 31,37 km², dân số năm 2001 là 1188 người.